# Бояровский сумон
Бояровский сумон — административно-территориальная единица (сумон) и муниципальное образование со статусом сельского поселения в Каа-Хемском кожууне Тывы Российской Федерации.
Административный центр и единственный населённый пункт сумона — село Бояровка.

## Население
| 2017 | 2018 |
| ---- | ---- |
| 631  | ↗632 |